# جيمس بيرش
جيمس بيرش (بالإنجليزية: James Perch)‏ (28 سبتمبر 1985 المملكة المتحدة - ) هو لاعب كرة قدم بريطاني، يلعب كمدافع.

## وصلات خارجية
جيمس بيرش على موقع الاتحاد الأوربي (الإنجليزية)
- جيمس بيرش على موقع إي إس بي إن إف سي (الإنجليزية)
- جيمس بيرش على موقع قاعدة بيانات كرة القدم.إي يو (الإنجليزية)
- جيمس بيرش على موقع Soccerbase.com (لاعب) (الإنجليزية)
- جيمس بيرش على موقع Soccerway.com (الإنجليزية)
- جيمس بيرش على موقع عالم كرة القدم.نت (الإنجليزية)
- جيمس بيرش على موقع AS.com (الإسبانية)